# Крушевска река
Крушевска река (старо име Кошудере) е река в Южна България, област Ямбол, община Болярово, десен приток на Поповска река. Дължината ѝ е 39 km.
Крушевска река извира на 306 м н.в. в най-северозападната част на Странджа планина, на 3 км североизточно от село Голямо Крушево, община Болярово. Тече в югозападна посока в плитка долина. Влива отдясно в Поповска река от басейна на Тунджа на 169 м н.в., на 2,8 км на север-североизток от град Болярово.
Площта на водосборния басейн на реката е 43 km2, което представлява 8,07% от водосборния басейн на Поповска река. Основен приток е Татардере (десен).
Реката е с основно дъждовно подхранване с максимум от февруари до юни и минимум от юли до ноември. През горещите лятно-есенни месеци пресъхва.
По течението на реката в Община Болярово е разположено само село Голямо Крушево.
Водите на реката се използват за напояване – микроязовири: „Голямо Крушево 1“, „Голямо Крушево 2“ и „Голямо Крушево 3“.
На протежение от 12,4 км по долината на реката от Болярово до Голямо Крушево преминава участък от второкласен път № 79 от Държавната пътна мрежа Елхово – Средец – Бургас.

## Топографска карта
- Лист от карта K-35-66. Мащаб: 1 : 100 000.